# شبرق زاحف
الشبرق الزاحف أو شبرق أو نونيس (باللاتينية: Ononis spinosa subsp. procurrens) نوع نباتي ينتمي إلى جنس الشبرق من الفصيلة البقولية.

## الموئل والانتشار
موطنه المغرب العربي وتركيا وشمال القوقاز ومعظم مناطق أوروبا.